# Dicropterus
Dicropterus is een geslacht van kevers uit de familie van de loopkevers (Carabidae). De wetenschappelijke naam van het geslacht is voor het eerst geldig gepubliceerd in 1883 door Ehlers.

## Soorten
Het geslacht Dicropterus is monotypisch en omvat slechts de volgende soort:
- Dicropterus brevipennis (J. Frivaldszky, 1879)